# Католицька церква в Монако
Като́лицька це́рква в Мона́ко — найбільша християнська конфесія Монако. Складова всесвітньої Католицької церкви, яку очолює на Землі римський папа. Керується конференцією єпископів. Станом на 2004 рік у країні нараховувалося близько 29 000 католиків (90,63% від усього населення). Існувало 1 діоцезій, які об'єднували 6 церковних парафій.  Кількість  священиків — 18 (з них представники секулярного духовенства — 13, члени чернечих організацій — 5), постійних дияконів — 1, монахів — 5, монахинь — 15.